# Medetera longicauda
Medetera longicauda är en tvåvingeart som beskrevs av Becker 1917. Medetera longicauda ingår i släktet Medetera och familjen styltflugor. Inga underarter finns listade i Catalogue of Life.